# Mingecèbes
Mingecèbes, ou encore Mingecèbos dans la graphie de Charles Mouly, (Minjacebas en occitan dans la graphie de l'IEO) est un hameau de la commune de Saint-Lys situé dans le département de la Haute-Garonne et la région Occitanie. 
Le journaliste Charles Mouly (1919-2009) place le village comme lieu de vie de la reprise de son personnage de Catinou dans Les Aventures de Catinou et Jacouti dès 1945. Une association Païs de Catinou e Jacouti, pour promouvoir l'œuvre de Charles Mouly et la langue occitane, a été créée en 1995 dans la commune de Saint-Lys. Patrick Lasseube et Nicolas Rey-Bèthbéder en sont les deux principaux responsables.
Une fête en l'honneur de Catinou de Mingecèbes est organisée le premier samedi d'octobre à Saint-Lys chaque année depuis 1995. Cette manifestation populaire a pour objectif de soutenir également les classes bilingues français - occitan qui existent dans cette commune depuis 2002. La fête a permis à de nombreux artistes occitans de trouver un lieu d'expression comme les Bombes de Bal, Pertuzé, le Théâtre de la Rampe, Alidé Sans...

## Géographie
Le hameau est composé aujourd'hui de quelques habitations regroupées de part et d’autre d’une petite route. Il s'organisait autour d'un moulin à vent et d'une forge.

### Localisation
Le hameau est situé à 2,7 km à l'est de la ville de Saint-Lys.

### Géologie et relief
Le hameau est situé à une altitude de 212 mètres.

## Toponymie

### Mingecèbes
En occitan, Minjacebas (prononciation française Minjocébos) signifie « mange des oignons ». À ce titre, le hameau fait partie de l'Association des communes de France aux noms burlesques et chantants. Il fut d'ailleurs le lieu de la première des rencontres annuelles de l'association en 2003.
Les graphies connues:
- Cassini (XVIIIe siècle) : Meingessebe
- État-major (1820) : Néant (Moulin à vent)
- Napoléon (1832): Mingesèbes
- IGN 1950 : Mangesèdes
- IGN : Mingesèbes

Autres toponymes du hameau :

### Brunot
Les graphies connues :
- Cassini (XVIIIe siècle) : Brunaut (en graphie normalisée restituée Brun Naut, "Mont Brun")
- État-major (1820): Brunot (en graphie normalisée restituée Brunòt, "Petit Brun")
- Napoléon (1832): Brunot
- IGN 1950: Bruno
- IGN : Brunot